# Väike-Juusa
Väike-Juusa (est. Väike-Juusa järv) – jezioro w Estonii, w prowincji Valgamaa, w gminie Otepää. Położone jest na wschód od miasta Otepää. Ma powierzchnię 3,1 ha, linię brzegową o długości 720 m, długość 250 m i szerokość 150 m. Sąsiaduje z jeziorami Kaarnajärv, Pilkuse, Alevijärv.